# تاکویا کیریموتو
تاکویا کیریموتو (انگلیسی: Takuya Kirimoto; ۲۷ ژوئیهٔ ۱۹۶۷ – ) بازیگر، و صداپیشه اهل ژاپن بود. وی از سال ۱۹۹۰ میلادی تاکنون مشغول فعالیت بوده‌است.